# Talkessel

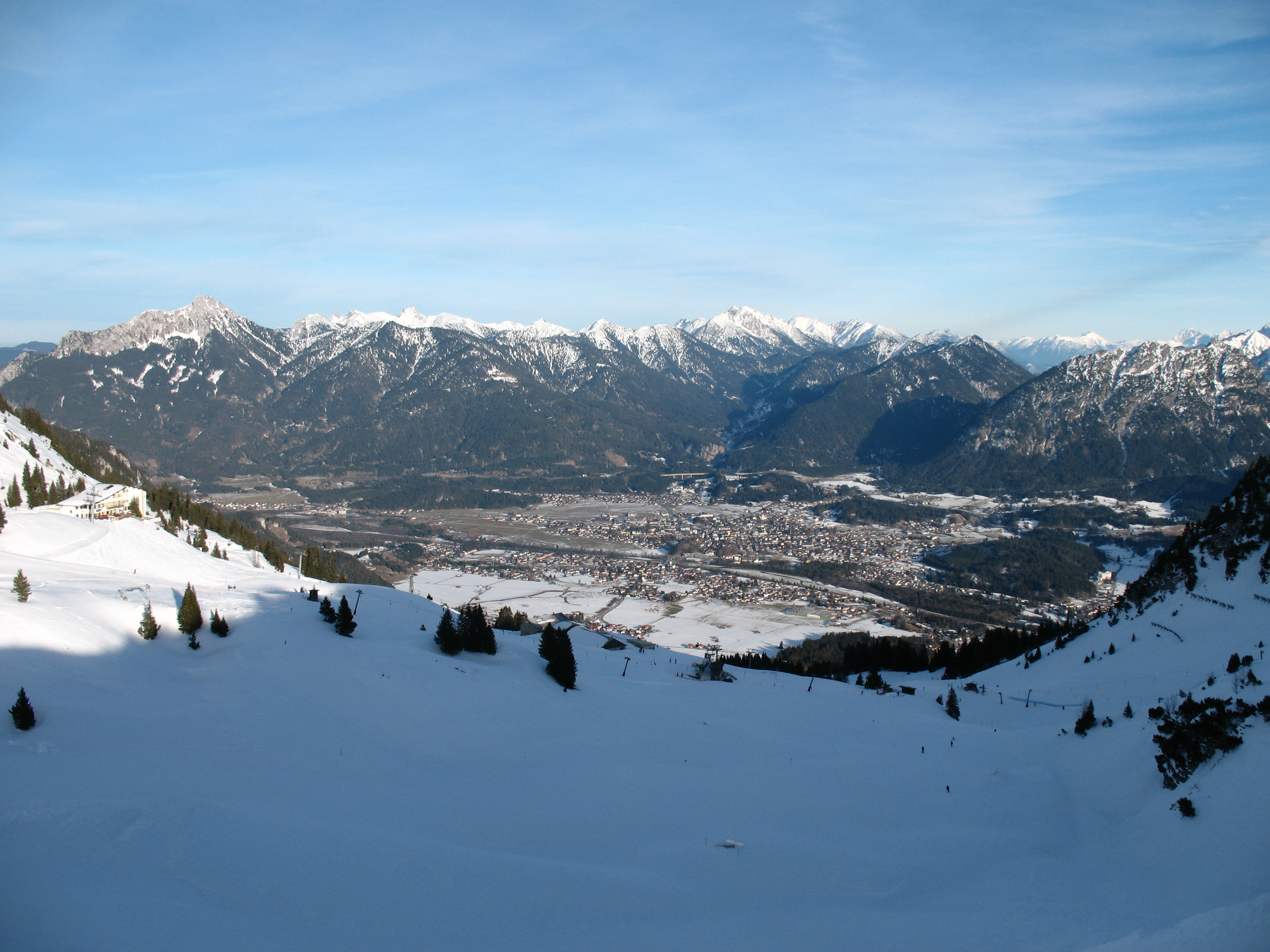
Talkessel von Reutte (Tirol).
Blick von den Lechtaler Alpen zu den Ammergauer Alpen

Als Talkessel, Talbecken wird ein von Bergen oder Hügeln ringsum eingeschlossenes Tal oder geologisches Becken bezeichnet. Der Talkessel ist typischerweise weitgehend allseits von Berghängen umgeben, rund-oval-förmig, und öffnet sich meist nur in einem vergleichsweise schmalen Durchlass, womit er sich von den langgestreckten Talzügen unterscheidet. Im Talgrund kommen entsprechend rundum weitgehend V-, Trog- (U-förmig) und Sohlental-artige (Talebenen) Formen vor, erstere bezeichnet man dann als Taltrichter.

## Entstehung
In den meisten Gebirgen geht die Entstehung der meisten Talkessel auf Vorgänge der Erosion und Sedimentation während der Eiszeiten zurück, die an den Hängen auch mit der Bildung von Flussterrassen oder gletscherschurf-geprägten Talschultern einhergehen können. Manche Talkessel sind auch durch Talverengungen der Phasen der Gebirgsbildung entstanden. Viele Talkessel beruhen auf Talzuschüben durch Sackungen an den Berghängen oder Bergsturz. Auch Engtal-Abschnitte oder Felsstufen (oft mit Wasserfall) der postglazialen Erosionsphasen durch härtere Gesteinsschichten bilden taleinwärts oberhalb Talkessel aus (Ausräumungskessel). 
Geomorphologisch können sich Talkessel in allen Abschnitten ausbilden, als Talausgang (etwa an der Endmoräne eines großen Gletschers), lokale Verbreiterungen eines Flusstals, auch als Talschluss oder Hochtal. Kleinstrukturiertere Formen sind Kare, Toteislöcher, Karstformen wie Dolinen, größer auch Poljes, vulkanisch-geodynamische Talkessel sind Calderen (Einsturzkrater) oder Maare.

## Bezeichnungen
Bezeichnungen finden sich auch als Tobel, in manchen vulkanischen Regionen werden abgeschlossene Senken auch Cirques genannt (beispielsweise auf der Insel Réunion). Die großen Talkessel der Alpen bezeichnet man als Inneralpines Becken, die in die Vorländer austreifenden Gletscherendbecken als Randalpines Becken – analog in anderen Gebirgen.

## Beschreibung

### Talboden
Der Talboden wird häufig von einem See, einem Niedermoor (beziehungsweise umfangreicheren Seengebieten und Moorkomplexen) oder trockengefallen einer fruchtbaren Sedimentmulde eingenommen. Geomorphologische Klassierungen der Seen (Begriffe wie Trogtalsee, Zungenbeckensee, Karstbeckensee und andere mehr) beruhen auf der Charakteristik des Talkessels, in dem sie sich ausgebildet haben.

### Klima
Klimatisch sind Talkessel häufig gegenüber ihrer Umgebung begünstigt, weil sie vor kühlen Winden und Stauniederschlag geschützt sind, doch kann es – speziell im Herbst – auch zu langanhaltendem Kaltluftstau mit starker Nebelbildung kommen.
Im Extremfall kann es durch Abschirmung der Niederschläge auch zu extremen Trockenlagen kommen, so dass sich innergebirgige Wüsten oder Salzseen ausbilden. Innergebirgige Talkessel können auch sonst lokal besonders niedrige Niederschlagssummen haben, so gilt der Salzburger Lungau inmitten der Alpen als besonders schneearm. Umgekehrt sind die Talbecken mancher Trockenzonen (etwa die Dolinen des slowenisch-italienischen Karsts) durch die Kaltluftseebildung feuchtebegünstigt. 
Städte, insbesondere Großstädte, sind hingegen in Talkesseln klimatisch benachteiligt und anfälliger für Umweltverschmutzung, wie beispielsweise der Stuttgarter Talkessel. Gründe sind zu geringer Luftaustausch, Aufheizung von Stein und Asphalt mit nächtlicher Wärmespeicherung und verzögerter Abkühlung sowie Neigung zu Inversionswetterlagen.

### Beispiele

Panorama des Würzburger Talkessels, mit Main

Viele Talkessel sind wegen der günstigen Lage und dem natürlichen Wasserangebot seit langem dicht besiedelt. Markante Beispiele sind die Innenstädte von Stuttgart, Wuppertal, Aachen, Würzburg, Jena und Kassel in Deutschland sowie die Städte Berane (Montenegro), Brezno (Slowakei) oder Děčín (Tschechien). 
In einem der ausgedehntesten Talkessel der Welt erstreckt sich das bebaute Gebiet von La Paz mit fast 1000 Metern Höhendifferenz. Den Charakter eines weiträumigen Kessels haben auch Teile des Klagenfurter Beckens (das größte der inneralpinen Becken), des Wiener Beckens (als randalpinem Nebenbecken der pannonischen Tiefebene) sowie das Elbtalkessel bei Dresden. Im weiteren Sinne ist beispielsweise auch das gesamte bayerisch-österreichische Alpenvorland ein Talungsbecken der Donau zwischen Alpen, deutscher Mittelgebirgsschwelle und böhmischer Masse, desgleichen die Pannonische Tiefebene mit ihren zahlreichen Nebenbecken ein Talkessel zwischen Alpen, Karpaten und Dinariden.
Talkessel in Höhenlagen werden zur Almung genutzt. 